# Rosema deolis
Rosema deolis är en fjärilsart som beskrevs av Pieter Cramer 1775. Rosema deolis ingår i släktet Rosema och familjen tandspinnare. Inga underarter finns listade.

## Bildgalleri

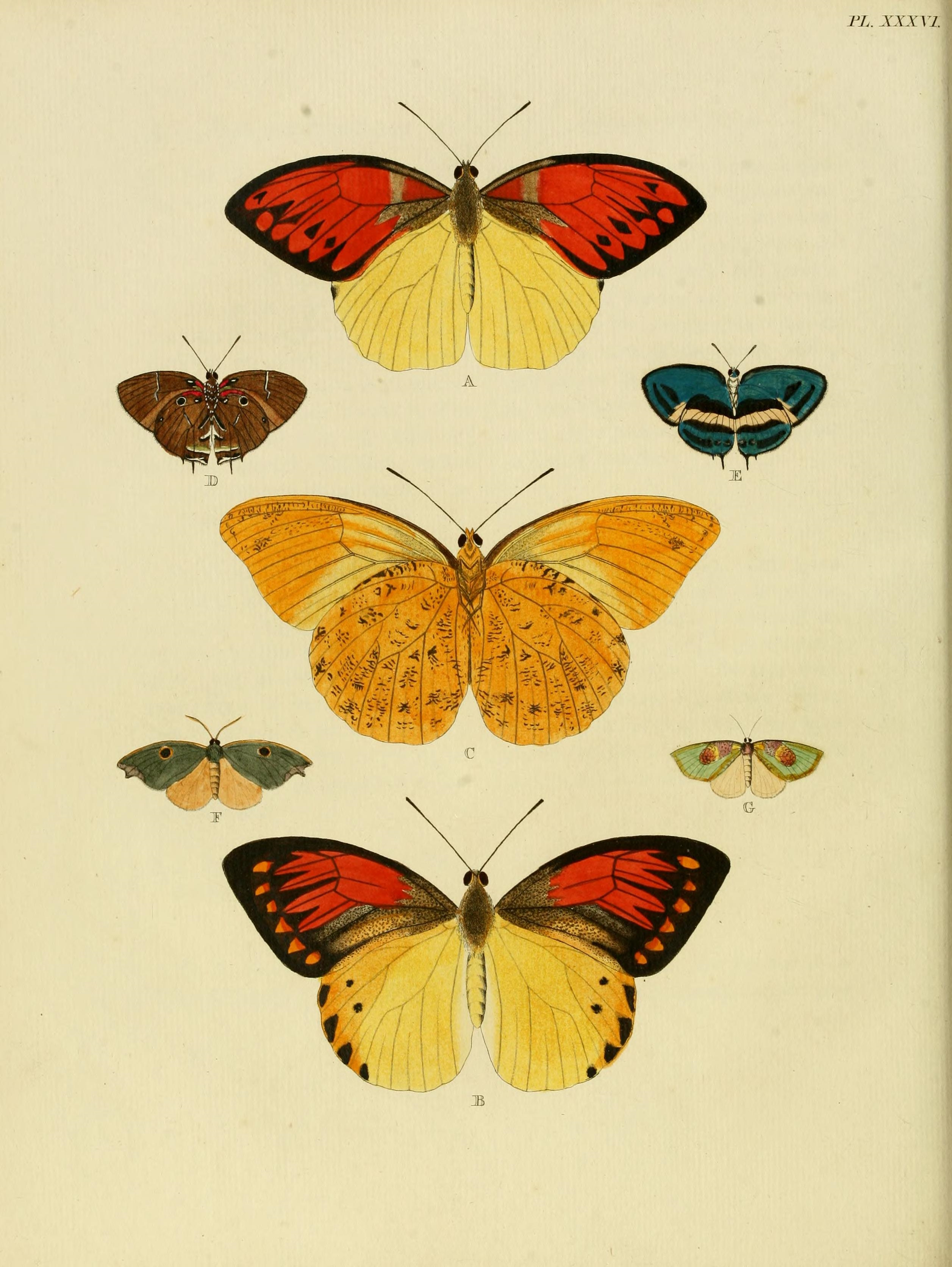
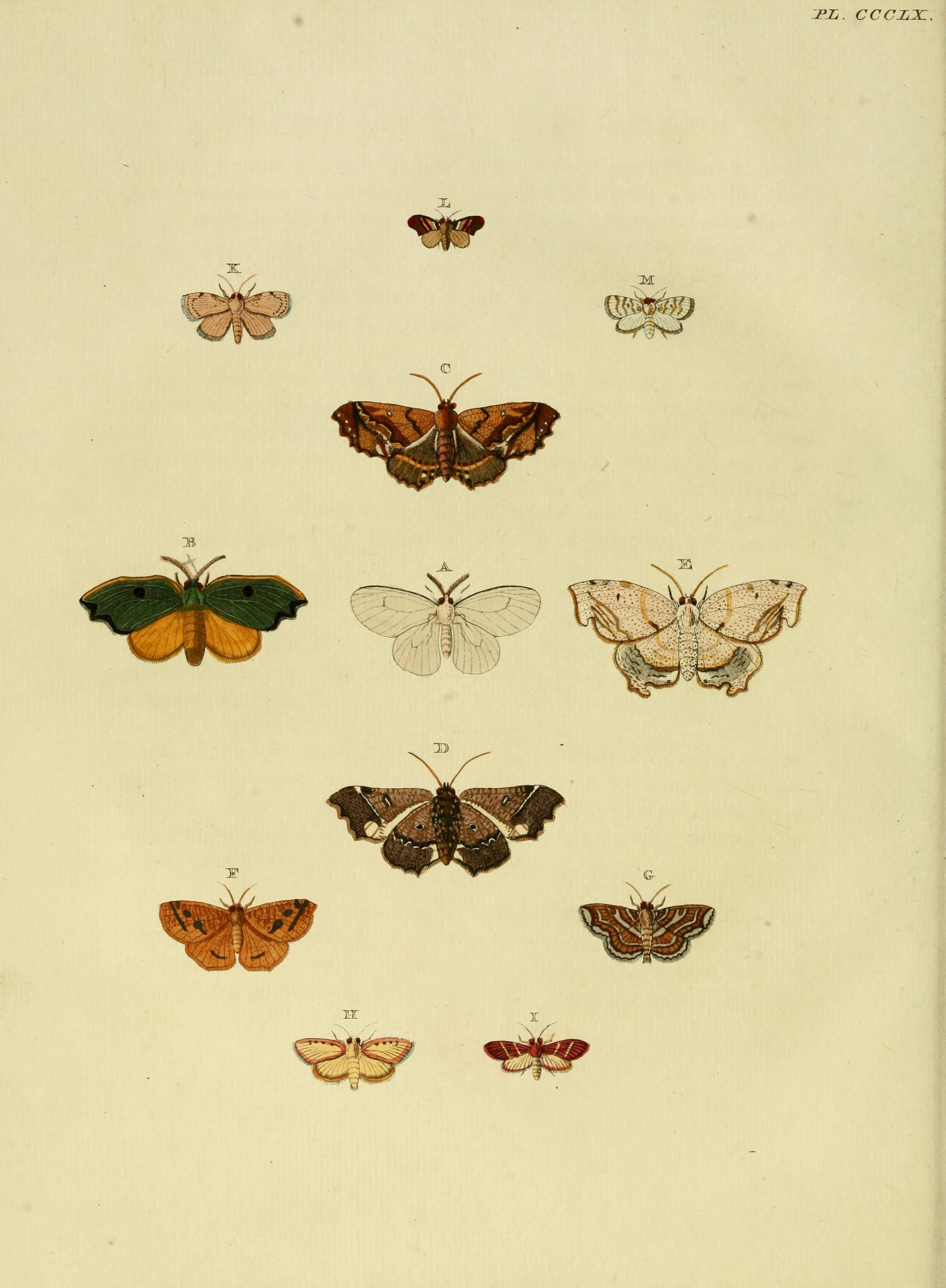
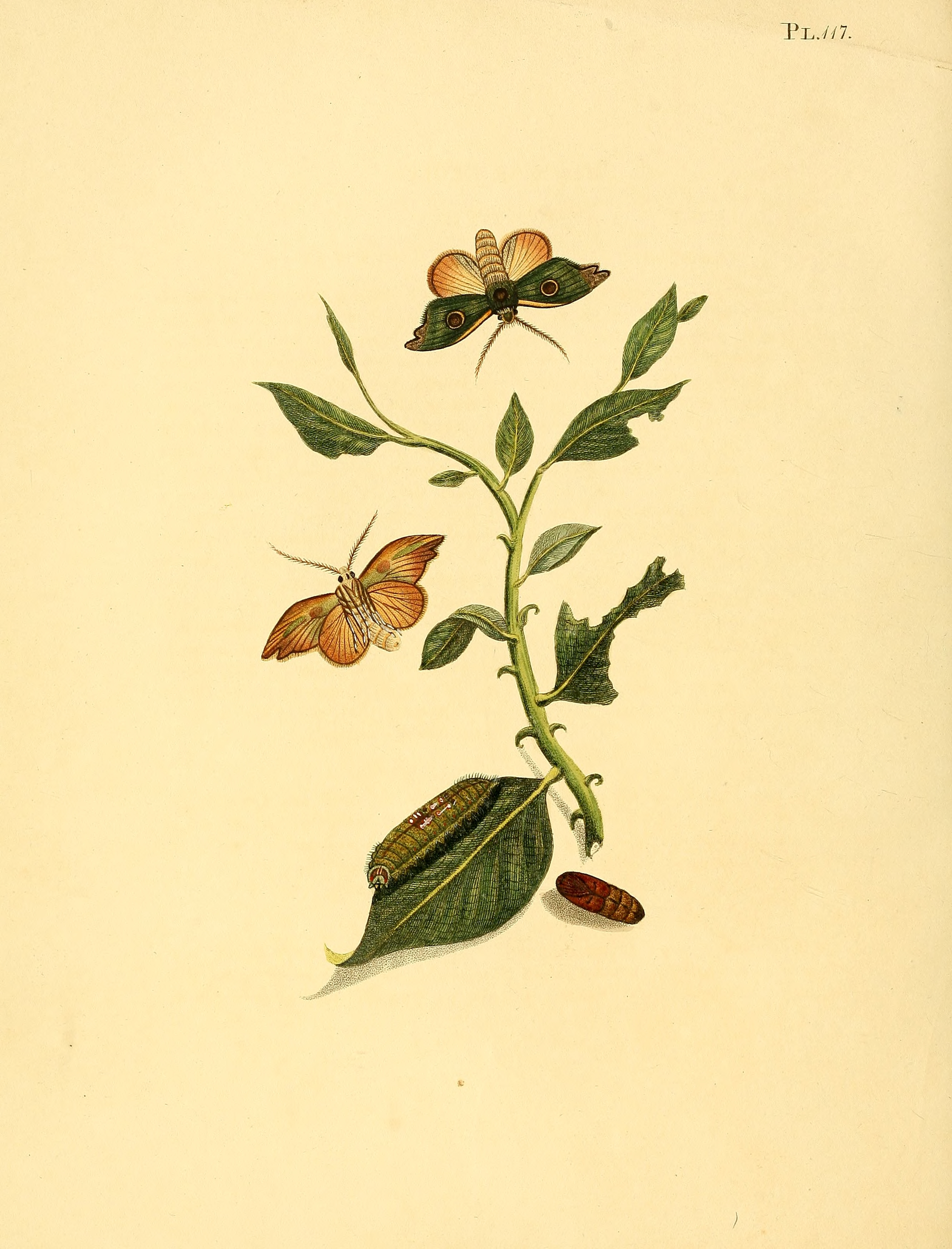